# 張崶
張崶（1541年—？），字汝登，浙江紹興府餘姚縣人，民籍，明朝政治人物。

## 生平
嘉靖四十年（1561年）辛酉科浙江鄉試第四名舉人。隆慶二年（1568年）中式戊辰科會試第二百六十七名，三甲第三十九名進士。历官工部都水司署郎中事员外郎，萬曆七年（1579年）四月升福建按察司佥事，分巡建南兼兵备，九年九月升本省右参议，累升右参政，十七年六月升江西按察使。

## 家族
曾祖張時澤，知府；祖父張萊；父張𢘆，封行人司行人。母蔡氏。具庆下兄张崙、张有德、张岳（雲南布政司左參議）、张型、张埁。弟张坿。